# نیکولاس استراتوس
نیکولاس استراتوس (یونانی: Νικόλαος Στράτος؛ ۱۶ مهٔ ۱۸۷۲ – ۱۵ نوامبر ۱۹۲۲) سیاستمدار اهل یونان بود. وی که برای چند روز در می ۱۹۲۲ نخست‌وزیر یونان بود پس از شکست یونان در جنگ یونان و ترکیه (۱۹۲۲–۱۹۱۹) در محاکمه شش نفر مقصر شناخته شده و اعدام شد.